# ملعب برينكو دي أورو
ملعب برينكو دي أورو (بالبرتغالية: Estádio Brinco de Ouro‏) ، هي ملعب رياضي لكرة القدم، تملكها نادي غواراني لكرة القدم، وتقع مقرها في مدينة كامبيناس البرازيلية، أسست سنة 1953م.